# Работа под глубоким прикрытием!
«Работа под глубоким прикрытием!» (англ. Deep Cover for Batman!) — двенадцатый эпизод американского мультсериала «Бэтмен: Отважный и смелый».

## Сюжет
Красный колпак из параллельной вселенной отправляет Бэтмену послание в виде своего сюрикена в форме черви. Тем временем на него нападают Оулмен, Серебряный Циклон, Алый Скарабей и Синий Лучник — злые аналоги супергероев нашего мира. Они отбирают у него фазовый осциллятор, и он скрывается. Оулмен отправляется к Бэтмену, и последний его побеждает. Чтобы получить ответы, он переодевается в костюм Оулмена и отправляется в параллельный мир, оставляя злого двойника в камере. По прибытии он встречается с Синдикатом Несправедливости.
Злодеи намереваются украсть из ядерной лаборатории необходимый компонент, чтобы использовать его для своей бомбы. Они проникают в лабораторию, где сталкиваются с Красным колпаком. Бэтмен успевает объяснить ему, кто он, а затем вырубает, чтобы не вызвать подозрений. Злодеи добывают то, что им нужно, и доставляют Колпака на базу. Там же Синий Лучник начинает о чём-то догадываться и просит Атома следить за Оулменом. Серебряный Циклон пытает Колпака. Бэтмен хочет отключить систему безопасности, но ему мешает Атом. Бэтмен вырубает его, но компьютер сломан, поэтому герой идёт к Колпаку, который кодовыми словами направляет его. Он проходит через столовую и залезает в вентиляцию, но Циклон догадывается, что происходит, и сдувает его оттуда. На Бэтмена нападают Синий Лучник и Алый Скарабей, и он, сбросив костюм Оулмена, побеждает их.
Бэтмен освобождает Красного колпака и других супергероев (которые в его мире являются злодеями), и они сражаются против Синдиката Несправедливости. В ходе битвы хорошие парни побеждают, и остаётся лишь Циклон. Он активирует ядерную бомбу, которая воздействует только на органику. Но Красный колпак взрывает ему голову своим сюрикеном. С помощью фазового осциллятора они отправляют бомбу на Землю-61, планету зомби, которых невозможно убить. После Бэтмен собирается домой. Колпак благодарит его за помощь и надеется, что его копия в мире Бэтмена отблагодарит героя, но Тёмный рыцарь сомневается и обещает посылку в виде Оулмена. Вернувшись домой, Бэтмен обнаруживает, что его разыскивает полиция.

## Роли озвучивали
- Дидрих Бадер — Бэтмен / Оулмен
- Джефф Беннетт — Красный колпак
- Кори Бёртон — Серебряный Циклон[англ.]
- Уилл Фридел — Алый Скарабей
- Джеймс Арнольд Тэйлор — Синий Лучник

## Отзывы
Дэн Филлипс из IGN поставил эпизоду оценку 8,3 из 10 и написал, что в нём используется «удивительно причудливый и обходной способ представить версию Джокера, которую только можно вообразить». Финальную битву между героями и злодеями рецензент назвал «самой захватывающей на сегодняшний день сценой в мультсериале». В конце критик добавил, что эпизод был «приятным» и что он ждёт следующую серию.
Зрители тоже тепло приняли эпизод; Screen Rant поставил его на 5 место в топе лучших эпизодов мультсериала по версии IMDb.